# LRRC25
LRRC25 (англ. Leucine rich repeat containing 25) – білок, який кодується однойменним геном, розташованим у людей на короткому плечі 19-ї хромосоми. Довжина поліпептидного ланцюга білка становить 305 амінокислот, а молекулярна маса — 33 179.
| 10         |  | 20         |  | 30         |  | 40         |  | 50         |
| ---------- |  | ---------- |  | ---------- |  | ---------- |  | ---------- |
| MGGTLAWTLL |  | LPLLLRESDS |  | LEPSCTVSSA |  | DVDWNAEFSA |  | TCLNFSGLSL |
| SLPHNQSLRA |  | SNVILLDLSG |  | NGLRELPVTF |  | FAHLQKLEVL |  | NVLRNPLSRV |
| DGALAARCDL |  | DLQADCNCAL |  | ESWHDIRRDN |  | CSGQKPLLCW |  | DTTSSQHNLS |
| AFLEVSCAPG |  | LASATIGAVV |  | VSGCLLLGLA |  | IAGPVLAWRL |  | WRCRVARSRE |
| LNKPWAAQDG |  | PKPGLGLQPR |  | YGSRSAPKPQ |  | VAVPSCPSTP |  | DYENMFVGQP |
| AAEHQWDEQG |  | AHPSEDNDFY |  | INYKDIDLAS |  | QPVYCNLQSL |  | GQAPMDEEEY |
| VIPGH      |  |            |  |            |  |            |  |            |

A: Аланін

C: Цистеїн

D: Аспарагінова кислота

E: Глутамінова кислота

F: Фенілаланін

G: Гліцин

H: Гістидин

I: Ізолейцин

K: Лізин

L: Лейцин

M: Метіонін

N: Аспарагін

P: Пролін

Q: Глутамін

R: Аргінін

S: Серин

T: Треонін

V: Валін

W: Триптофан

Кодований геном білок за функцією належить до фосфопротеїнів. 
Локалізований у мембрані.